# Samrawit Fikru
Samrawit Fikru (nascida na cidade de Asella, na Etiópia) é uma cientista da computação, empreendedora e empresária etíope, fundadora e CEO da Hybrid Designs, uma empresa de desenvolvimento de software que produz o aplicativo de compartilhamento de viagens mais popular do país, o RIDE.

## Infância e educação
Samrawit Fikru nasceu na cidade de Asella, na Etiópia. Ela recebeu seu diploma em engenharia de software pela MicroLink Information Technology College, em 2004. Ela se formou em ciência da computação pela HiLCoE School of Computer Science and Technology, na cidade de Adis Abeba, capital da Etiópia, em 2006. Antes de vir para Addis Abeba quando tinha 17 anos, ela nunca tinha visto ou usado um computador.

## Carreira
Samrawit Fikru fundou a empresa de desenvolvimento de software Hybrid Designs, em 2014. No mesmo ano, a Hybrid Designs lançou o RIDE como um serviço de compartilhamento de viagens baseado em SMS. Foi relançado como um aplicativo móvel com um call center de apoio, em julho de 2017. RIDE foi inspirado pela dificuldade que Samrawit experimentou ao tentar contratar um táxi depois de madrugadas no trabalho. Ela também queria criar um serviço para atender às preocupações de segurança sentidas por ela e outras pessoas ao tentar encontrar um táxi e desenvolveu o RIDE para ajudar a resolver essas lacunas.
Em 2020, o aplicativo tinha dezenas de milhares de usuários e foi baixado mais de 50.000 vezes. A equipe de desenvolvimento do aplicativo é 90% feminina. Samrawit pretende inspirar outras mulheres com seu trabalho: "Empresas pertencentes a mulheres estão crescendo em número; agora precisamos de mais meninas para acessar as finanças para fazer suas ideias criativas acontecerem."
Em 2022, Samrawit lançou o Sewasew, uma plataforma de streaming de música etíope.

## Honras e prêmios
- Samrawit Fikru foi reconhecida como uma das 100 Global Tech Changemakers do resto do mundo.[10]
- O sucesso de Samrawit Fikru como empreendedora de tecnologia e sua inspiração para mulheres jovens foram reconhecidos por sua inclusão na lista da BBC das 100 mulheres, em 2022.[8]